# جوزپه آلبانی (بازیکن فوتبال)
جوزپه آلبانی (انگلیسی: Giuseppe Albani; ۸ آوریل ۱۹۲۱ – ۷ ژوئن ۱۹۸۹) که با نام پپینو (انگلیسی: Peppino) نیز شناخته می‌شود بازیکن فوتبال ایتالیایی و در نقش دروازه‌بان بود.

## دوران باشگاهی
او در باشگاه پاویا رشد کرد. از باشگاه‌هایی که بعداً در آن بازی کرده‌است می‌توان به باشگاه فوتبال اینتر میلان، باشگاه فوتبال برشا و باشگاه فوتبال آتالانتا اشاره کرد.

## مربی گری
جوزپه آلبانی پس از دوران دروازه بانی حرفه ای خود، به مدت دو سال مربی باشگاه پاویا در سری دی لیگ‌های ایتالیا بود.